# Wilde-Sau-Nachtjagdverfahren
Unter dem Begriff Wilde Sau wurde zur Zeit des Zweiten Weltkriegs ein von der deutschen Luftwaffe kurzzeitig angewandtes Nachtjagd-Verfahren bezeichnet, mit dem britische Bomber – direkt über den angegriffenen deutschen Städten – durch deutsche Tagjäger abgeschossen werden sollten.
Als Schöpfer dieses Verfahrens gilt Hajo Herrmann.

## Vorgeschichte
Nach den schweren Bombenangriffen des RAF Bomber Command von 1942, bei dem die deutschen Nachtjagdverbände noch recht erfolgreich operierten, suchten britische Experten nach Wegen, die funkmessgelenkte Nachtjagd außer Gefecht zu setzen.
Ein Rätsel dabei war der Code „Emil-Emil“, der immer wieder im Funkverkehr der deutschen Nachtjagdverbände auftauchte. Damit wurde das bordgestützte Radarsystem Lichtenstein B/C bezeichnet. Mit waghalsigen Einsätzen (einzelne Bomber kurvten direkt vor den feindlichen Nachtjägern und setzten sich der vollen Waffenwirkung der Jäger aus) fanden die Briten heraus, dass es sich um ein Funkmessgerät handeln musste. Details wurden klar, als eine Junkers Ju 88 des Nachtjagdgeschwaders 3 den Ärmelkanal überflog und wegen eines Navigationsfehlers irrtümlich auf der RAF-Basis Woodbridge in England landete.
Die Maschine war mit dem modernsten Lichtensteingerät ausgerüstet. Auf dieser Grundlage konnten die britischen Experten mehrere Abwehrvarianten entwickeln. Die wohl wichtigste waren Stanniolstreifen namens Window, auf deutscher Seite Düppel (nach der Berliner Ortslage) genannt. Diese konnten jedes bis dahin gefertigte Funkmessgerät der Luftwaffe täuschen. Die geführte Nachtjagd und die radargestützte Flak waren nach dem Ersteinsatz von Window in der Operation Gomorrha Ende Juli 1943 mit einem Schlag wirkungslos geworden.
Major (später Oberst) Hans-Joachim Herrmann erkannte recht früh, dass die deutsche Nachtjagd an Kampfkraft verlor, und schlug am 27. Juni 1943 dem Kommandierenden General der Nachtjäger Josef Kammhuber vor, Tagjäger in einem eigens entwickelten Verfahren – Wilde Sau – direkt über dem Angriffsgebiet operieren zu lassen, was dieser zunächst ablehnte. Als die britische Royal Air Force am 25. Juli 1943 die Operation Gomorrha startete, entschloss man sich, das neue Verfahren zu testen. Die neu aufgestellten Jagdgeschwader 300, 301 und 302, die nach der neuen Verfahrensweise operierten, wurden durch die 30. Jagddivision geführt.

## Verfahrensweise
Beim Verfahren „Wilde Sau“ kamen Jäger der Typen Messerschmitt Bf 109 und Focke-Wulf Fw 190 zum Einsatz. Diese Tagjäger hatten keine Nachtjagdausrüstung, wie etwa Funkmessgeräte zur Feindortung, und waren deshalb für den Nachtflug wenig geeignet. Um sie trotzdem einsetzen zu können, bediente man sich einer Taktik, die Hajo Herrmann als „Mattscheibe“ bezeichnete. Hierbei verschoss die Flakartillerie an Fallschirmen hängende Leuchtgranaten, die Jäger warfen ebensolche Leuchtbomben ab. Gleichzeitig erhellten Brände am Boden und Leuchtkaskaden („Christbäume“) den Luftraum. Scheinwerferbatterien, die in den Abwehrriegeln vor den Städten wie auch in den Städten selbst standen, leuchteten vorhandene Wolken an. Auf dieser „Mattscheibe“ zeichneten sich dann die Silhouetten der angreifenden Bomber ab. Die Jäger konnten angreifen. Im selben Zeitraum stellte die Flakartillerie das Feuer ein, um die Jäger nicht zu gefährden.
Die Tagjäger konnten also nur über dem Zielobjekt der Bomber zum Einsatz gebracht werden und nur während eines laufenden Angriffes.

## Wirkung und Nachteile
Das Verfahren erwies sich zu Beginn und bei den Tests, die nur über Berlin stattfanden, als wirkungsvoll: Die für die Tagjagd ausgelegten einsitzigen Flugzeuge erzielten höhere Abschusserfolge als die vom Boden geführten zweimotorigen radarbestückten Nachtjagdflugzeuge und die Flakartillerie zusammengenommen. Dies galt aber nur für die ersten beiden Einsätze.
Ab dem dritten Einsatz stießen die deutschen Jäger auf ein System, das die USAAF seit Beginn des Luftkrieges praktizierte, die sogenannte Combat Box. Dabei flogen die einzelnen Geschwader so, dass sie sich mit Bordwaffen selber deckten und die Flugzeuge der einzelnen Geschwader dies auch innerhalb des Geschwaders taten. Außerdem flogen auch die Bomber bei diesen Angriffen in tagähnlichen Zuständen. Die Flak konnte keine Hilfe leisten. Zudem war die Koordination zwischen Jägern und Flakartillerie derart kompliziert, dass „Wilde Sau“ praktisch nur über Berlin praktiziert werden konnte. Eine reichsweite Koordination zwischen Flak und Jägern war schlicht nicht möglich. So büßte auch dieses Verfahren nach seinem überraschenden Anfangserfolg rasch an Wirkung ein. Bis zum Kriegsende wurden deshalb nur drei Geschwader aufgestellt, die dieses Verfahren durchführten. Weitere Grenzen erreichte das System bei Schlechtwetterperioden. Hierbei war allein der Anflug ins Zielgebiet problematisch. Das oben beschriebene Mattscheibensystem funktionierte aufgrund der Dicke der Wolkenschicht auch nicht mehr – vor allem, seit die Briten dazu übergingen, ihre Bomben mittels Bordradar zu werfen, und damit von den Wetterverhältnissen (Sicht auf das Ziel usw.) weniger abhängig wurden.

## Folgen
Das Verfahren blieb in gewisser Weise ungeliebt. Bereits im Mai 1944 wurde das erste Geschwader wieder aufgelöst und die Gruppen an Jagdgeschwader an der Ostfront abgegeben. Oberst Loßberg, der die Wirkung der Tagjäger aufmerksam verfolgt hatte, entwickelte schließlich das Verfahren „Zahme Sau“. Es ließ die zweimotorigen Nachtjäger weitgehend unabhängig von der Bodenleitstelle operieren.

## Beteiligte Geschwader
JG 300 „Wilde Sau“
Geschwaderstab: Bonn Hangelar
Aufgestellt: 26. Juni 1943
(als erstes reines Wilde-Sau-Geschwader aufgestellt)
JG 301 „Wilde Sau“
Geschwaderstab: Neubiberg
Aufgestellt: 1. Oktober 1943
JG 302 „Wilde Sau“
Geschwaderstab: Stade
Aufgestellt: Gegen Ende November 1943 aus Abgaben einiger Gruppen der JG 300 und 301
(Ende Mai 1944 wieder aufgelöst)